# Lijst van voetbalinterlands IJsland - Zweden
Deze lijst van voetbalinterlands is een overzicht van alle officiële voetbalwedstrijden tussen de nationale teams van IJsland en Zweden. De landen speelden tot op heden zestien keer tegen elkaar. De eerste ontmoeting, een vriendschappelijke wedstrijd, werd gespeeld in Reykjavik op 29 juni 1951. Het laatste duel, eveneens een vriendschappelijke wedstrijd, vond plaats op 12 januari 2023 in Faro (Portugal).

## Wedstrijden
| №  | Plaats    | Datum            | Competitie           | Wedstrijd        | Uitslag |
| -- | --------- | ---------------- | -------------------- | ---------------- | ------- |
| 1  | Reykjavik | 29 juni 1951     | Vriendschappelijk    | IJsland – Zweden | 4 – 3   |
| 2  | Kalmar    | 24 augustus 1954 | Vriendschappelijk    | Zweden – IJsland | 3 – 2   |
| 3  | Uddevalla | 11 juli 1973     | Vriendschappelijk    | Zweden – IJsland | 1 – 0   |
| 4  | Reykjavik | 20 juli 1977     | Vriendschappelijk    | IJsland – Zweden | 0 – 1   |
| 5  | Halmstad  | 17 juli 1980     | Vriendschappelijk    | Zweden – IJsland | 1 – 1   |
| 6  | Reykjavik | 17 augustus 1983 | Vriendschappelijk    | IJsland – Zweden | 0 – 4   |
| 7  | Reykjavik | 7 september 1994 | EK 1996 kwalificatie | IJsland – Zweden | 0 – 1   |
| 8  | Solna     | 1 juni 1995      | EK 1996 kwalificatie | Zweden – IJsland | 1 – 1   |
| 9  | Reykjavik | 16 augustus 2000 | Vriendschappelijk    | IJsland – Zweden | 2 – 1   |
| 10 | Reykjavik | 13 oktober 2004  | WK 2006 kwalificatie | IJsland – Zweden | 1 – 4   |
| 11 | Solna     | 12 oktober 2005  | WK 2006 kwalificatie | Zweden – IJsland | 3 – 1   |
| 12 | Reykjavik | 11 oktober 2006  | EK 2008 kwalificatie | IJsland – Zweden | 1 – 2   |
| 13 | Solna     | 6 juni 2007      | EK 2008 kwalificatie | Zweden – IJsland | 5 – 0   |
| 14 | Göteborg  | 30 mei 2012      | Vriendschappelijk    | Zweden – IJsland | 3 – 2   |
| 15 | Abu Dhabi | 21 januari 2014  | Vriendschappelijk    | IJsland − Zweden | 0 − 2   |
| 16 | Faro      | 12 januari 2023  | Vriendschappelijk    | Zweden − IJsland | 2 − 1   |

## Samenvatting
| Competitie        | Totaal gespeeld | Winst IJsland | Gelijk | Winst Zweden | Doelsaldo IJsland – Zweden |
| ----------------- | --------------- | ------------- | ------ | ------------ | -------------------------- |
| WK-kwalificatie   | 2               | 0             | 0      | 2            | 2 − 7                      |
| EK-kwalificatie   | 4               | 0             | 1      | 3            | 2 − 9                      |
| Vriendschappelijk | 10              | 2             | 1      | 7            | 12 − 21                    |
| Totaal            | 16              | 2             | 2      | 12           | 16 − 37                    |

## Details

### Eerste ontmoeting
| Vriendschappelijk (Reykjavik, IJsland, 29 juni 1951): |       |                                                          |
| IJsland | 4 – 3 | Zweden                                                   |
| Ríkharður Jónsson 32' Ríkharður Jónsson 38' Ríkharður Jónsson 49' Ríkharður Jónsson 82' | goals | 55' Per-Olof Larsson 62' Åke Jönsson 87' Frank Jacobsson |
| - Debuut van Bergur Bergsson (KR Reykjavík), Haukur Bjarnason (Fram Reykjavík), Þórður Þórðarson (Í.A. Akraness), Bjarni Guðnason (Víkingur) en Gunnar Guðmannsson (KR Reykjavík) voor IJsland. - Debuut van Karl Sjöstrand (Jönköpings Södra IF), Sven-Ove Svensson (Hälsingborgs IF), Urban Larsson (IF Elfsborg), Karl-Erik Kristensson (Örgryte IS), Arne Selmosson (Jönköpings Södra IF), Åke Jönsson (Hälsingborgs IF), Per-Olof Larsson (Örebro SK) en Frank Jacobsson (GAIS Göteborg) voor Zweden. |       |                                                          |

### Tiende ontmoeting
| WK 2006 kwalificatie (Reykjavik, IJsland, 13 oktober 2004): |       |                                                                                    |
| IJsland                                                     | 1 – 4 | Zweden                                                                             |
| Eiður Guðjohnsen 66'                                        | goals | 23' Henrik Larsson 25' Marcus Allbäck 38' Henrik Larsson 44' Christian Wilhelmsson |

### Elfde ontmoeting
| WK 2006 kwalificatie (Solna, Zweden, 12 oktober 2005):        |       |                  |
| Zweden                                                        | 3 – 1 | IJsland          |
| Zlatan Ibrahimović 29' Henrik Larsson 42' Kim Källström 90+1' | goals | 25' Kári Árnason |

### Twaalfde ontmoeting
| EK 2008 kwalificatie (Reykjavik, IJsland, 11 oktober 2006): |       |                                            |
| IJsland                                                     | 1 – 2 | Zweden                                     |
| Arnar Viðarsson 6'                                          | goals | 8' Kim Källström 59' Christian Wilhelmsson |

### Dertiende ontmoeting
| EK 2008 kwalificatie (Solna, Zweden, 6 juni 2007):                                               |       |         |
| Zweden                                                                                           | 5 – 0 | IJsland |
| Marcus Allbäck 11' Anders Svensson 42' Olof Mellberg 45' Markus Rosenberg 50' Marcus Allbäck 51' | goals |         |
| - Honderdste interland van Niclas Alexandersson (IFK Göteborg) voor Zweden.                      |       |         |

### Veertiende ontmoeting
| Vriendschappelijk (Göteborg, Zweden, 30 mei 2012):               |       |                                                   |
| Zweden                                                           | 3 – 2 | IJsland                                           |
| Zlatan Ibrahimović 2' Ola Toivonen 15' Christian Wilhelmsson 81' | goals | 29' Kolbeinn Sigþórsson 90+3' Hallgrímur Jónasson |
| - Debuut van Hólmar Eyjólfsson (VfL Bochum) voor IJsland.        |       |                                                   |

### Vijftiende ontmoeting
| Vriendschappelijk (Abu Dhabi, Verenigde Arabische Emiraten, 21 januari 2014): |              | |
| IJsland | 0 – 2        | Zweden |
| | goals        | 33' Robin Quaison 63' Guillermo Molins |
| Lars Lagerbäck | bondscoach   | Erik Hamrén |
| Hannes Halldórsson Haukur Sigurðsson Hallgrímur Jónasson 57' Birkir Sævarsson Steinþór Þorsteinsson 46' Teddy Bjarnason Indriði Sigurðsson 46' Arnór Smárason 57' Matthías Vilhjálmsson 74' Jón Böðvarsson Ari Skúlason 75'                                      | opstellingen | 46' Oscar Jansson Erik Johansson Andreas Blomqvist 46' Erdin Demir Emil Krafth 81' Jakob Johansson Niklas Hult Robin Quaison 83' Pontus Jansson Erton Fejzullahu 46' Nabil Bahoui |
| Björn Daníel Sverrisson 46' Guðmundur Thórarinsson 46' Guðjón Baldvinsson 57' Sverrir Ingi Ingason 57' Guðmundur Kristjánsson 74' Kristinn Jónsson 75' | wissels      | 46' David Mitov Nilsson 46' Christoffer Nyman 46' Guillermo Molins 81' Oscar Lewicki 83' Niklas Backman                                                                           |
| - Debuut van Björn Daníel Sverrisson (Viking FK), Guðmundur Thórarinsson (Sarpsborg 08) en Sverrir Ingi Ingason (Viking FK) voor IJsland. - Debuut van Oscar Jansson (Örebro SK), David Mitov Nilsson (IFK Norrköping) en Erik Johansson (Malmö FF) voor Zweden. |              | |

KSÍ · A-internationals · Bondscoaches · Statistieken · IJslands vrouwenelftal · Olympisch elftal · IJsland U21 · IJsland U20 · IJsland U19 · IJsland U18 · IJsland U17 · IJsland U16 · Vrouwen U17
1946 – 1949 · 1950 – 1959 · 1960 – 1969 · 1970 – 1979 · 1980 – 1989 · 1990 – 1999 · 2000 – 2009 · 2010 – 2019 · 2020 − 2029
EK 2016
WK 2018
1946 · 1947 · 1948 · 1949 · 1950 · 1951 · 1952 · 1953 · 1954 · 1955 · 1956 · 1957 · 1958 · 1959 · 1960 · 1961 · 1962 · 1963 · 1964 · 1965 · 1966 · 1967 · 1968 · 1969 · 1970 · 1971 · 1972 · 1973 · 1974 · 1975 · 1976 · 1977 · 1978 · 1979 · 1980 · 1981 · 1982 · 1983 · 1984 · 1985 · 1986 · 1987 · 1988 · 1989 · 1990 · 1991 · 1992 · 1993 · 1994 · 1995 · 1996 · 1997 · 1998 · 1999 · 2000 · 2001 · 2002 · 2003 · 2004 · 2005 · 2006 · 2007 · 2008 · 2009 · 2010 · 2011 · 2012 · 2013 · 2014 · 2015 · 2016 · 2017 · 2018 · 2019 · 2020 · 2021 · 2022 · 2023 · 2024
Albanië ·
Andorra ·
Argentinië ·
Armenië ·
Azerbeidzjan ·
Bahrein ·
België ·
Bermuda ·
Bolivia ·
Bosnië en Herzegovina ·
Brazilië ·
Bulgarije ·
Canada ·
Chili ·
China ·
Cyprus ·
Denemarken ·
DDR ·
Duitsland ·
El Salvador ·
Engeland ·
Estland ·
Faeröer ·
Finland ·
Frankrijk ·
Georgië ·
Ghana ·
Griekenland ·
Guatemala ·
Honduras ·
Hongarije ·
Ierland ·
India ·
Iran ·
Israël ·
Italië ·
Japan ·
Kazachstan ·
Koeweit ·
Kosovo ·
Kroatië ·
Letland ·
Liechtenstein ·
Litouwen ·
Luxemburg ·
Malta ·
Mexico ·
Moldavië ·
Montenegro ·
Nederland ·
Nigeria ·
Noord-Ierland ·
Noord-Macedonië ·
Noorwegen ·
Oeganda ·
Oekraïne ·
Oostenrijk ·
Peru · 
Polen ·
Portugal ·
Qatar ·
Roemenië ·
Rusland ·
San Marino ·
Saoedi-Arabië ·
Schotland ·
Slovenië ·
Slowakije ·
Sovjet-Unie ·
Spanje ·
Trinidad en Tobago ·
Tsjechië ·
Tsjecho-Slowakije ·
Tunesië ·
Turkije ·
Venezuela ·
Verenigde Arabische Emiraten ·
Verenigde Staten ·
Wales ·
Wit-Rusland ·
Zuid-Afrika ·
Zuid-Korea ·
Zweden ·
Zwitserland
Argentinië (2018) ·
Engeland (2016) · 
Hongarije (2016) ·
Kroatië (2018) ·
Nigeria (2018) · 
Portugal (2016)
SvFF · A-internationals · Selecties · Bondscoaches · Zweeds vrouwenelftal · Olympisch elftal · Zweden U21 · Zweden U20 · Zweden U19 · Zweden U18 · Zweden U17 · Zweden U16 · Vrouwen U17
1908 – 1919 ·
1920 – 1929 ·
1930 – 1939 ·
1940 – 1949 ·
1950 – 1959 ·
1960 – 1969 ·
1970 – 1979 ·
1980 – 1989 ·
1990 – 1999 ·
2000 – 2009 ·
2010 – 2019 ·
2020 − 2029
EK 1960 · 
EK 1964 · 
EK 1968 · 
EK 1972 · 
EK 1976 · 
EK 1980 · 
EK 1984 · 
EK 1988 · 
EK 1992 ·
EK 1996 · 
EK 2000 ·
EK 2004 ·
EK 2008 ·
EK 2012 · 
EK 2016 · 
EK 2020
WK 1930 · 
WK 1934 ·
WK 1938 ·
WK 1950 ·
WK 1954 · 
WK 1958 ·
WK 1962 · 
WK 1966 · 
WK 1970 ·
WK 1974 ·
WK 1978 ·
WK 1982 · 
WK 1986 · 
WK 1990 ·
WK 1994 ·
WK 1998 · 
WK 2002 ·
WK 2006 ·
WK 2010 · 
WK 2014 · 
WK 2018
OS 1908 · 
OS 1912 · 
OS 1920 · 
OS 1924 · 
OS 1928 · 
OS 1932 · 
OS 1936 · 
OS 1948 · 
OS 1952 · 
OS 1956 · 
OS 1964 · 
OS 1968 · 
OS 1972 · 
OS 1976 · 
OS 1980 · 
OS 1984 · 
OS 1988 · 
OS 1992 · 
OS 1996 · 
OS 2000 · 
OS 2004 · 
OS 2008 · 
OS 2012 · 
OS 2016
1908 · 
1909 · 
1910 · 
1911 · 
1912 · 
1913 · 
1914 · 
1915 · 
1916 · 
1917 · 
1918 · 
1919 · 
1920 · 
1921 · 
1922 · 
1923 · 
1924 · 
1925 · 
1926 · 
1927 · 
1928 · 
1929 · 
1930 · 
1931 · 
1932 · 
1933 · 
1934 · 
1935 · 
1936 · 
1937 · 
1938 · 
1939 · 
1940 ·
1941 ·
1942 ·
1943 ·
1944  ·
1945 · 
1946 · 
1947 · 
1948 · 
1949 · 
1950 · 
1952 · 
1952 · 
1953 · 
1954 · 
1955 · 
1956 · 
1957 · 
1958 · 
1959 ·
1960 · 
1961 · 
1962 · 
1963 · 
1964 · 
1965 · 
1966 · 
1967 · 
1968 · 
1969 ·
1970 · 
1971 · 
1972 · 
1973 · 
1974 · 
1975 · 
1976 · 
1977 · 
1978 · 
1979 ·
1980 · 
1981 · 
1982 · 
1983 · 
1984 · 
1985 · 
1986 · 
1987 · 
1988 · 
1989 · 
1990 · 
1991 · 
1992 · 
1993 · 
1994 · 
1995 · 
1996 · 
1997 · 
1998 · 
1999 · 
2000 · 
2001 · 
2002 · 
2003 · 
2004 · 
2005 · 
2006 · 
2007 · 
2008 · 
2009 · 
2010 · 
2011 · 
2012 · 
2013 · 
2014 · 
2015 · 
2016 · 
2017 · 
2018 ·
2019 ·
2020 ·
2021
Albanië ·
Algerije ·
Argentinië ·
Armenië ·
Australië ·
Azerbeidzjan ·
Bahrein ·
Barbados ·
België ·
Bosnië en Herzegovina ·
Botswana ·
Brazilië ·
Bulgarije ·
Chili ·
China ·
Colombia ·
Costa Rica ·
Cuba ·
Cyprus ·
DDR ·
Denemarken ·
Duitsland ·
Ecuador ·
Egypte ·
Engeland ·
Estland ·
Faeröer ·
Finland ·
Frankrijk ·
Georgië ·
Griekenland ·
Hongarije ·
Ierland ·
IJsland ·
Iran ·
Israël ·
Italië ·
Ivoorkust ·
Jamaica ·
Japan ·
Joegoslavië ·
Jordanië ·
Kameroen ·
Kazachstan ·
Kosovo ·
Kroatië ·
Letland ·
Liechtenstein ·
Litouwen ·
Luxemburg ·
Maleisië ·
Malta ·
Mexico ·
Moldavië ·
Montenegro ·
Nederland ·
Nieuw-Zeeland ·
Nigeria ·
Noord-Ierland ·
Noord-Korea ·
Noord-Macedonië ·
Noorwegen ·
Oekraïne ·
Oezbekistan ·
Oman ·
Oostenrijk ·
Paraguay ·
Peru ·
Polen ·
Portugal ·
Qatar ·
Roemenië ·
Rusland ·
San Marino ·
Saoedi-Arabië ·
Schotland ·
Senegal ·
Servië ·
Singapore ·
Slovenië ·
Slowakije ·
Sovjet-Unie ·
Spanje ·
Syrië ·
Thailand ·
Trinidad en Tobago ·
Tsjechië ·
Tsjecho-Slowakije ·
Tunesië ·
Turkije ·
Uruguay ·
Venezuela ·
Verenigde Arabische Emiraten ·
Verenigde Staten ·
Verenigd Koninkrijk ·
Wales ·
Wit-Rusland ·
Zuid-Afrika ·
Zuid-Korea ·
Zwitserland
Brazilië (1958) ·
Duitsland (2006) ·
Duitsland (2018) ·
Engeland (2006) ·
Engeland (2012) ·
Engeland (2018) ·
Frankrijk (2012) ·
Griekenland (2008) ·
Ierland (2016) ·
Italië (2016) ·
Mexico (2018) ·
Oekraïne (2012) ·
Oekraïne (2021) ·
Paraguay (2006) ·
Polen (2021) ·
Rusland (2008) ·
Slowakije (2021) ·
Spanje (2008) ·
Spanje (2021) ·
Trinidad en Tobago (2006) ·
Zuid-Korea (2018) ·
Zwitserland (2018)